# Striopsylla vandeuseni
Striopsylla vandeuseni är en loppart som beskrevs av Holland 1969. Striopsylla vandeuseni ingår i släktet Striopsylla och familjen Stivaliidae. Inga underarter finns listade i Catalogue of Life.